# Cantó de Villejuif-Oest
El cantó de Villejuif-Ouest és un antic cantó francès del departament de Val-de-Marne, que estava situat al districte de L'Haÿ-les-Roses. Comptava amb part del municipi de Villejuif.
Al 2015 va desaparèixer i el seu territori va passar a formar part del cantó de Villejuif.

## Municipis
- Villejuif (part)

## Història
| Data d'elecció                           | Identitat           | Partit | Qualitat |
| ---------------------------------------- | ------------------- | ------ | -------- |
| 1985-1998                                | Pierre-Yves Cosnier | PCF    |          |
| 1998-                                    | Laurent Garnier     | PCF    |          |
| les dades anteriors no són pas conegudes |                     |        |          |
|                                          |                     |        |          |

## Demografia
| A partir de 1990: Població sense dobles comptes |